# Шильский, Фридрих Юлиус
Фридрих Юлиус Шильский (нем. Friedrich Julius Schilsky; 9 февраля 1848, Гросс-Нойендорф — 17 августа 1912, Берлин) — немецкий энтомолог, специалист по систематике жесткокрылых, один из основателей Немецкого энтомологического общества.

## Биография
Родился 9 февраля 1848 года в Кросс-Нойендорфе, где его отец владел небольшим имением. С 1865—1868 он учился в педагогическом колледже в Дроссене (ныне Осьно-Любуске). В 1870 году был призван в армию, участвовал во Франко-прусской войне. После войны он преподавал в частной женской гимназии в Берлине. В 1873 году женился на Жюли Кнебель. В 1880 году Шильский (совместно с Густавом Крацем и Юлиусом Вайзе) стал одним из основателей Немецкого энтомологического общества. В течение 18-ти лет был секретарём общества, в течение трёх лет заместителем председателя. В декабре 1908 года Шильский внезапно заболел катарактой, а в январе 1909 году диагностировали саркому и удалили правый глаз. В 1910 году Шильский занял пост председателя Немецкого энтомологического общества. В декабре 1910 года он продал свою коллекцию жуков Музею естествознания. Умер 17 августа 1912 года.

## Публикации
Автор множества публикаций, в том числе 18 томов из серии монографий Die Käfer Europas, которая была начата Генрихом Кюстлером.
- Schilsky F. J. Systematisches Verzeichnis der Käfer Deutschlands und Deutsch-Österreichs. — Stuttgart, 1909. — 221 S.
- Schilsky F. J. Ein Wort zur Verständigung über Laria Scopoli und Bruchus Linne. (нем.) // Deutsche Entomologische Zeitschrift : Zeitschrift. — 1906. — Bd. 35. — S. 467–469.